# Гроза над Славутичем
«Гроза над Славутичем» — другий роман українського письменника Костянтина Матвієнка з фантастично-пригодницького циклу «Крізь брами українських часів», до якого також входять романи «Час настав», («Теза», 2009 рік, «Теза» — «Фоліо», 2011); «Багряні крила», («Теза», 2010 рік); «Добрий шлях», («Теза» — «Фоліо», 2011 рік).
Роман опубліковано у 2009 році видавництвом «Теза».

## Жанр
Урбаністичне фентезі, з елементами детективу та політичної сатири.

## Сюжет
Студент-киянин Аскольд Четвертинський та його друзі — люди та сутності потойбіччя, володіють потужними артефактами зниклої цивілізації, завдяки яким, зокрема, мають можливість подорожувати у часі. Вони потрапляють у давнину, у добу легендарних засновників Києва полянських князів Кия, Щека, Хорива та сестри їх Либеді. Центр Історичних корекцій Федерації намагається перешкодити тому, щоб у першому столітті на нашій землі постав священний Київ, а відтак — не з'явилася у сьогоденні держава Україна. А у сучасності за артефактами починають гонитву одразу кілька потужних спецслужб різних країн. Аскольдові з друзями доведеться протистояти ворогам одразу у двох часах, але вони впораються, історія залишиться недоторканою, шпигуни зазнають поразки. Втім, боротьба триває…

## Інновації
- На сторінках книжки містяться посилання на статті у Вікіпедії, щодо реальних та гіпотетичних подій, на тлі яких розвивається сюжет роману, а також на історичних осіб, обставини та явища суспільного буття, споруди тощо.
- Місця, де могли б відбуватися події роману за допомогою інтернет-сервісу Google Maps можна побачити на сайті видавництва «Теза» за позначкою у тексті — «…».

## Відзнаки
Роман «Гроза над Славутичем» було визнано однією з чотирьох «Найкращих книг України» на другому «Форумі видавців — дітям».

## Видання
- Костянтин Матвієнко. Гроза над Славутичем. Вінниця: Теза; 2010. 355 стор. ISBN 978-966-421-062-8 (палітурка).
- Друге видання виправлене і доповнене (2017). (e-book [Архівовано 1 грудня 2017 у Wayback Machine.])